# 第27SS義勇擲弾兵師団
第27SS義勇擲弾兵師団 ランゲマルク（フラマン第1）（独: 27. SS-Freiwilligen-Grenadier-Division "Langemarck" (flämische Nr. 1)）は、第二次世界大戦中のナチスドイツ武装親衛隊の師団。1944年秋に第6SS義勇突撃旅団「ランゲマルク」（6. SS-Freiwilligen Sturmbrigade "Langemarck"）が師団へと昇格して誕生し、1945年2月から東部戦線で戦った。
師団の原点である義勇部隊「フランダーン」（SS-Freiwilligen Legion Flandern）は1941年に創設され、東部戦線のレニングラード戦線に従軍し、1943年に解隊・再編成を経て旅団へと昇格した。

## 義勇部隊設立の背景

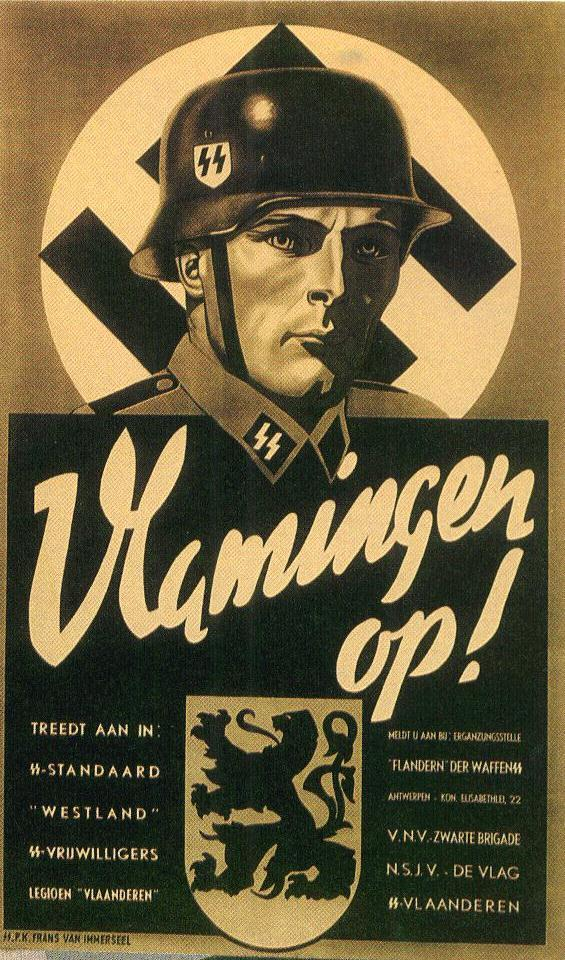
SS「ヴェストラント」連隊やSS義勇部隊「フランダーン」への入隊を呼びかけるポスター、白抜き文字は「立てよフラマン人」

1939年、ドイツ国防軍の電撃戦によるポーランド侵攻が成功すると、当時の西ヨーロッパ諸国における各種ファシスト政党、親独団体の有力者たちは、ドイツこそがボルシェビキ問題を解決する存在であると見做した。また、親衛隊全国指導者ハインリヒ・ヒムラーは、自分の支配組織である親衛隊に、いわゆるゲルマン民族に該当する外国籍の兵士を入隊させることを計画していた。そのため、1940年にドイツ国防軍が北欧侵攻と西方戦役を完遂すると、ヒムラーは総統アドルフ・ヒトラーの許可を得て、SS本部長のゴットロープ・ベルガーとともに計画の実行に踏み切り、北欧、西欧諸国出身のゲルマン系兵士を武装親衛隊に入隊させ始めた。これを受けた北欧、西欧諸国の各種ファシスト政党、親独団体の有力者たちはそれぞれの国における義勇兵募集運動の中心となり、1940年末までには一定数の外国人が武装親衛隊へ志願した。こうして募集初期に集まったデンマーク、ノルウェー出身の義勇兵は主にSS連隊「ノルトラント」に配属され、オランダ、ベルギー（フランダース）出身の義勇兵は主にSS連隊「ヴェストラント」に配属された。この2個連隊は「ヴィーキング」師団の基幹となった。
1941年4月3日、「ノルトラント」および「ヴェストラント」連隊とは別の新たなSS義勇連隊「ノルトヴェスト」（SS-Freiwilligen-Standarte Nordwest）の創設命令が下った。この連隊は主にオランダおよびフランダース出身の義勇兵によって構成され、5月21日の時点で約600名が所属していた。フラマン人義勇兵は「ノルトヴェスト」連隊の第1、第6、第8中隊に割り当てられ、ドイツのハンブルクにおいて基本訓練に従事した。その後、彼らはさらなる訓練のためにポーランドのラドムとデビカ（Dębica）へ送られた。

## 義勇部隊「フランダーン」誕生

### 訓練期間
しかし、1941年7月にSS義勇連隊「ノルトヴェスト」は解隊され、所属のオランダ人義勇兵とフラマン人義勇兵はそれぞれ別の部隊に統合されることになり、フラマン人義勇兵たちはSS義勇部隊「フランダーン」（SS-Freiwilligen-Verband Flandern、1941年9月24日にSS-Freiwilligen Legion Flandernと改称）に配属された。約1,000名の将兵（9割がフラマン人義勇兵）を有するこの義勇部隊の下級将校の半数はフラマン人であったが、下士官のほとんどはドイツ人であった。1941年10月の時点におけるこの義勇部隊の戦闘序列は次の通り。
武装親衛隊の訓練と併行して、部隊のフラマン人将校たち（全員が元ベルギー軍将校）はドイツ国防軍の将校教育課程を履修した。また、何名かのフラマン人義勇兵はドイツのブラウンシュヴァイク（Braunschweig）において下士官教育を受けた。
この訓練期間中、部隊内ではドイツ人教官からフラマン人義勇兵に対する侮辱や高圧的な仕打ちが問題となっており、その確認のため、ベルギー・北フランス親衛隊及び警察高級指導者とフランダースのファシスト政党VNV（Vlaamsch Nationaal Verbond）から特使が派遣された。彼らは部隊の実態を確認した後、親衛隊全国指導者ハインリヒ・ヒムラーに対して抗議文を提出した。その結果、ヒムラーは「フランダーン」部隊に勤務するすべてのドイツ人将兵に対してフランダース文化の学習を命じ、また、フラマン人に対する偏見と高圧的な仕打ちを禁じた。
1941年10月、東プロイセンのArys（現ポーランド領Orzysz）において、「フランダーン」部隊とともに訓練を行っていた義勇部隊「ニーダーランデ」（SS-Freiwilligen-Legion "Niederlande"）の指揮官オットー・ライヒSS大佐（SS-Standartenführer Otto Reich）が「フランダーン」部隊を閲兵し、部隊の戦闘準備が整ったと判断した。
1941年11月10日、義勇部隊「フランダーン」はヴィルヘルム・フォン・レープ元帥のドイツ北方軍集団に配属され、ノブゴロド近郊の戦線に送られた。

## レニングラード戦線

### 1941年末
1941年11月13日、義勇部隊「フランダーン」の将兵はロシアに足を踏み入れた。現地において「フランダーン」部隊は第2SS歩兵旅団（自動車化）（2.SS-Infanterie Brigade(mot)）に配属され、23日には戦闘準備を命じられた。翌日、「フランダーン」部隊の小隊が前線に配置されたが、戦闘は微々たるものであった。12月3日には新兵が到着したものの、「フランダーン」部隊の担当戦区において戦闘らしい戦闘はなく、12月6日、「フランダーン」部隊は陸軍部隊と交代してラトビアに一時帰還した。
この短い休息の間、義勇部隊「フランダーン」の将兵は自分たちの襟章について話し合った。SS義勇連隊「ノルトヴェスト」出身の何名かの古参兵はフランダースの三脚型スワスチカ（Trifos）を象った襟章を希望し、新兵たちはSSルーンの襟章を希望した。前者の希望した襟章はフラマン人部隊の象徴であり、フラマン人のナショナリズムの高揚に効果的だった。一方、後者の希望したSSルーンはドイツのエリート部隊の象徴であった。議論に議論を重ね、最終的に部隊の将兵が着用する襟章はSSルーンとの決定がなされた。しかしこの決定にもかかわらず、このテーマは部隊の全将兵（フラマン人、ドイツ人およびオーストリア人）の間で議論の種となり続けた。
1941年12月、東部戦線におけるドイツ軍の攻勢が完全に停止すると、スターリンはドイツ軍に対する反撃を決定した。ロシア北部における反撃作戦は、ドイツ軍がソビエト赤軍に対して行ったように、ソビエト赤軍がドイツ軍の退路を断ち、その後包囲殲滅するというものであった。この作戦を委ねられたアンドレイ・ウラソフ将軍と彼の軍は、ノブゴロドから出陣してヴォルホフ川とその周囲の沼地を越え、バルト海まで進撃してドイツ北方軍集団の退路を断つ予定であった。

### 1942年初頭
1942年1月、ソビエト赤軍はドイツ軍に対する冬季反撃作戦を開始した。これによって1月9日には義勇部隊「フランダーン」に対する前線復帰命令が下り、前線に戻った「フランダーン」部隊はKoptsy村において初の本格的な戦闘を経験した。-40.0℃に達する極寒の気温の中、彼らは強力なソビエト赤軍部隊と白兵戦を繰り広げ、村の奪還に成功した。
1月21日、VNVの準軍事組織「黒い旅団」（Zwarte Brigade）の指導者で、義勇部隊「フランダーン」第2中隊の小隊長レイモンド・トレナーレ（Dr. Reimond Tollenaere）SS少尉は最前線の状況を確認していた。その時、友軍である青師団の砲兵部隊がソビエト赤軍に対して放った砲弾が彼の周囲に降り注いだ。トレナーレSS少尉はこの友軍の砲撃を生き延びることができず、彼は東部戦線で戦死した最初のフラマン人将校となった。
この頃、国防軍軍報は東部戦線で勇敢な働きをした部隊の賞賛に時間を割いていたが、その多くの部隊の中には義勇部隊「フランダーン」も含まれていた。
| 「 | 前線の北部における激しい戦いの中、「フランダーン」部隊は突撃するロシア兵に対し多大な損害を与えた | 」 |

1942年2月4日、義勇部隊「フランダーン」はKoptsy村から引き揚げられ、休養と再編成に入った。これまでの戦いによる部隊の人的損害は200名に達していたが、その一方で第2中隊と第4中隊は合計で約700名の敵兵の死体を確認していた。2月14日、「フランダーン」部隊は再び前線へ復帰した。
2月末に至ってソビエト赤軍による攻撃が段階的に収まると、ドイツ軍は攻撃に転じて、突出したソビエト赤軍の包囲を試みた。義勇部隊「フランダーン」も数ヶ月間に渡ってソビエト赤軍包囲の任務に加わり、5月21日にはドイツ軍によるソビエト赤軍の包囲が完成した。部隊は翌月まで包囲の縮小行動に参加したが、1942年6月27日、休養と再編成のために前線より引き抜かれた。
その後、部隊は2ヶ月間を予備として過ごした後、ラドガ湖南西の戦線に配置された。彼らはそこでレニングラードの包囲を解こうとするソビエト赤軍の攻撃に直面し、1943年に至るまで戦線の防衛任務に当たった。
1943年3月31日、消耗した部隊はデビカのSS訓練施設へ引き揚げられ、解隊と再編成を命じられた。

## SS義勇突撃旅団「ランゲマルク」誕生
1943年3月31日、部隊部隊「フランダーン」はSS義勇突撃旅団「ランゲマルク」（SS-Freiwilligen-Sturmbrigade "Langemarck"）として再編成された。「ランゲマルク」という名称は、第一次世界大戦中にベルギーのランゲマルク村でドイツ軍の学生志願兵たちが突撃の果てに全滅した出来事に由来していた。ドイツ人はこの名称を愛国的美談もしくはドイツとフランダースとの関連の象徴と捉えていたが、フラマン人にとっては自国を侵略した者たちに関する名称でしかなかった。
1943年5月31日、旅団の指揮官としてコンラート・シェロンクSS少佐が着任し、10月22日に旅団は第6SS義勇突撃旅団「ランゲマルク」（6. SS-Freiwilligen-Sturmbrigade "Langemarck"）と改称された。この頃における旅団の戦闘序列は以下の通り。
この頃、旅団は義勇部隊「フランデルン」の古参兵および新たに集まったフラマン人義勇兵、ドイツ人の将校・下士官・兵から成っており、1943年12月31日の時点で旅団に所属する将兵は2,022名を数えた。

### ウクライナの戦い
1943年12月26日、第6SS義勇突撃旅団「ランゲマルク」はドイツ南方軍集団の所属となり、ウクライナ戦線へ送られ、第2SS装甲師団「ダス・ライヒ」と連携してキエフ・ジトーミルで激しい防衛戦を行った。
1944年1月、「ランゲマルク」旅団はジトーミルで「ダス・ライヒ」の戦闘団とともにソビエト赤軍に包囲された。彼らは最終的に包囲突破に成功したものの、包囲中の激戦で将兵・重装備・車両の大多数を喪失した。3月初旬の時点で「ランゲマルク」旅団の戦闘可能兵力は約400名のみであり、4月末、旅団は再編成のためにボヘミアへ移動した。

## ナルヴァの戦い

### 「レーマン」戦闘団編成
1944年4月、ボヘミアにおいて「ランゲマルク」旅団は再編成に着手した。新たに加わった義勇兵や負傷から復帰した将兵が集まり、やがて旅団の兵力は約1,700名に回復した。
旅団が再編成のためにKnovitzへ到着してから約2ヶ月後、旅団長シェロンクSS少佐のもとに、1個増強大隊をナルヴァへ派遣せよとの命令が通達された。フラマン人義勇兵たちは再び最前線の穴を繕うために呼び集められたが、今回の配属先はフェリックス・シュタイナーSS大将率いる第IIISS装甲軍団であった。シェロンクSS少佐はその年（1944年）の初旬にウクライナで負った傷から回復中であり、なおかつ再編成中の旅団を監督するため、自ら大隊を率いてナルヴァへ向かうことはできなかった。そこでシェロンクはヴィルヘルム・レーマン（Wilhelm Rehmann）SS大尉の第I大隊を前線へ送ることにした。
1944年7月19日、「レーマン」戦闘団（Kampfgruppe Rehmann）として増強された「ランゲマルク」旅団第I大隊はチェコスロバキアのベネシャウ（Beneschau）から列車で出発し、7月24日には第IIISS装甲軍団の司令部が置かれているエストニアのトイラ（Toila）に到着した。「レーマン」戦闘団の編成は以下の通り。
フラマン人義勇兵たちが前線へ向かう間、20個師団を有するソビエト第3バルト軍はエストニアのフンガーベルク（Hungerberg）およびリーギ（Riigi）を占領していた。ナルヴァ西方の防衛線「タンネンベルク線」（Tannenbergstellung）周辺のドイツ軍部隊は、間もなく来襲するであろうソビエト赤軍に備えはじめた。
タンネンベルク線は3つの重要な丘を支えとしており、西から東へ、高地69.9（69.9 Höhe）またの名を愛の丘（Liebhöhe）、擲弾兵の丘（Grenadierhöhe）、孤児院の丘（Kinderheimhöhe）と称されていた。7月25日夜に前線に到着した「レーマン」戦闘団は、「孤児院の丘」に布陣するよう命じられた。彼らの右翼（南）は第11SS義勇装甲擲弾兵師団「ノルトラント」が担当し、左翼（北）は第4SS義勇装甲擲弾兵旅団「ネーデルラント」が担当していた。レーマンSS大尉は戦闘団指揮所を「孤児院の丘」東側斜面に設置し、対戦車砲小隊の対戦車砲（7.5 cm PaK 40）3門を丘の麓に布陣した各中隊に1門ずつ配置した。

### 1944年7月26日 戦闘初日
1944年7月26日、「レーマン」戦闘団のフラマン人義勇兵たちはナルヴァの戦いにおいて初めてソビエト赤軍と交戦したが、幸先は良くなかった。敵の最初の攻撃によって第1中隊長スウィンネンSS少尉が戦死し、また、敵に鹵獲されることを防ぐために第一対戦車砲を爆砕しようとした一番砲長ベルト・ドホーランダーSS軍曹（SS-Unterscharführer Bert D'Hollander）は、爆薬の起爆操作を誤って対戦車砲ごと爆発した。
「レーマン」戦闘団が中隊長1名と対戦車砲1門を失った後、ソビエト赤軍は「孤児院の丘」に対して猛烈な砲撃を浴びせた。この砲撃の最中、戦闘団の指揮壕に砲弾が直撃して多くの伝令と衛生兵が死傷し、指揮官のレーマンSS大尉も負傷して野戦病院へ送られた。さらに、「孤児院の丘」の麓の塹壕では第2中隊長ファン・モルSS少尉とその後任のファン・ボッケルSS少尉が戦死した。第3中隊長のゲオルク・ドハーゼSS少尉も軽傷を負ったが、彼は前線に留まった。その後、レーマンSS大尉から通達された命令により、21歳のドハーゼSS少尉が戦闘団の指揮を引き継いだ。この時以来、タンネンベルク線のフラマン人義勇兵の戦闘団は「レーマン」戦闘団改め「ドハーゼ」戦闘団（Kampfgruppe D'Haese）として知られるようになった。

### 1944年7月27日 戦闘2日目
戦闘2日目、各地で戦闘は続いていたが、タンネンベルク線の「孤児院の丘」は「ドハーゼ」戦闘団が、「擲弾兵の丘」と高地69.9は第20SS武装擲弾兵師団と第11SS義勇装甲擲弾兵師団「ノルトラント」第11SS工兵大隊の2個中隊が、南部の森の端は第23SS装甲擲弾兵連隊「ノルゲ」が確保していた。
この日、エドゥアルト・レーブSS軍曹（SS-Unterscharführer Eduard Reeb）が砲長を務める第二対戦車砲は修理のために後方へ牽引されたが、二度と戻って来ることはなかった。「ドハーゼ」戦闘団はまたしても対戦車砲1門を失い、対戦車砲兵は歩兵として各中隊に編入された。戦闘団に残っている対戦車砲はイェフ・フロータースSS軍曹（SS-Unterscharführer Jef Grootaers）が砲長を務め、レミ・シュライネンSS上等兵（SS-Sturmmann Remy Schrijnen）が一番砲手を務める第三対戦車砲のみであった。
同日の終盤、ソビエト赤軍は新たな大規模攻勢を開始した。「ドハーゼ」戦闘団のフラマン人義勇兵たちは前線陣地を守り続けたが、白兵戦の末に「擲弾兵の丘」まで後退を余儀なくされた。この時点で戦闘団の将兵の多くが戦死するか負傷していた。

### 1944年7月28日 戦闘3日目
1944年7月28日、ソビエト赤軍レニングラード方面軍司令官レオニード・ゴヴォロフ将軍は11個歩兵師団・6個戦車旅団をもってタンネンベルク線への攻撃を開始した。これに対し第20SS武装擲弾兵師団は「孤児院の丘」の奪還を試み、第23SS装甲擲弾兵連隊「ノルゲ」は新たな反撃の用意をした。しかし、「ノルゲ」連隊の攻撃はソビエト赤軍の砲撃によって阻まれ、第20SS武装擲弾兵師団も白兵戦の末に「擲弾兵の丘」へ後退した。
午前10時、ソビエト赤軍は「ドハーゼ」戦闘団が布陣している「擲弾兵の丘」への攻撃を開始した。大量のソ連軍戦車が押し寄せる中、戦闘団唯一の対戦車砲の砲長フロータースSS軍曹は陣地から退くなと叫び、彼の一番砲手レミ・シュライネンSS上等兵は4両の敵戦車を撃破した。残りのソビエト赤軍戦車はフロータースの対戦車砲に照準を定めたが、ドイツ軍のあらゆる火砲の攻撃を受け、後退を開始した。フロータースの対戦車砲は未だに無傷のままであり、続けて敵歩兵の来襲を警戒した。その後も戦闘機や艦砲射撃を伴ったソビエト赤軍は波のように攻撃を続けたが、フロータースとシュライネンの対戦車砲はさらに5両のT-34戦車を撃破した。彼らの対戦車砲の周囲はT-34戦車や艦艇が放った砲弾によるクレーターが多く出来ていた。
その後、ドイツ軍のネーベルヴェルファー部隊の援護によって「ドハーゼ」戦闘団はわずかながらの休息を得た。しかし、フロータースの対戦車砲が休憩に入る直前、ソビエト赤軍は新たな攻撃を開始した。この戦闘の早い段階で一番砲手レミ・シュライネンが肩を負傷したため、砲長のフロータースSS軍曹は衛生兵を呼びに後方へ下がり、すぐに衛生兵と数名の兵を連れて戻って来た。しかし、対戦車砲まであと数メートルという地点で彼らは全員敵の艦砲射撃によって吹き飛んだ。シュライネン以外の対戦車砲兵2名も負傷したほか、榴散弾の破片によってシュライネンは再度負傷した。今や砲長と砲手の役割を一人でこなさざるを得なくなったシュライネンは、（どういうわけか）対戦車砲を現在の陣地から500メートル離れた場所へ移動させた。シュライネンが対戦車砲の移動を完了した時、元の陣地はソビエト赤軍の艦砲射撃によって完全に破壊された。
そして、新たに30両のT-34戦車と4両のスターリン重戦車が来襲した。シュライネンは対戦車砲の装填・照準・発射を一人で行い、即座にT-34の1両を炎上させた。ソビエト赤軍戦車部隊はシュライネンの対戦車砲がまだ生きていることを予測していなかった。シュライネンはさらに3両のT-34戦車とスターリン戦車3両を撃破した。その後に起きた出来事を、戦闘団指揮官のゲオルク・ドハーゼは次のように述べている。
| 「 | 最後の砲のシュライネンは、彼の前に立ちはだかる巨人に対して装填、照準、発射を行った。榴弾が砲身内で詰まり、敵戦車が徐々に彼に迫った。彼は直ちに対戦車砲の前面に飛び出て、詰まった榴弾を火かき棒で押し込んだ。「装填！」（"LADEN!"）とシュライネンは叫び、彼のわずか数メートル前面にいたロシア軍戦車に発砲、命中させた。それから彼は2両目の敵戦車の砲塔を吹き飛ばしたが、その間に3両目のロシア軍戦車がシュライネンに照準を定めた。その発砲はシュライネンの発射と同時だった。戦車の乗員は死ぬか重傷を負った。 | 」 |

シュライネンは撃破された対戦車砲から20メートルほど吹き飛ばされ、負傷して地面に横たわった。その後3日間に渡ってソビエト赤軍の進軍は続けられたが、シュライネンは戦死者としてその場に放置されていた。
7月28日夕刻、第23SS装甲擲弾兵連隊「ノルゲ」第5・第6中隊、第24SS装甲擲弾兵連隊「ダンマルク」第6・第7中隊、そして「ドハーゼ」戦闘団の残余は「ノルゲ」連隊第II大隊長ジークフリート・シャイベSS少佐（SS-Sturmbannführer Siegfried Scheibe）のもとに呼び集められ、「孤児院の丘」に対する反撃作戦に投入された。彼らは「擲弾兵の丘」南部斜面で準備を整え、北東部斜面から「孤児院の丘」への攻撃を開始した。しかし、ソビエト赤軍の応射によってゲオルク・ドハーゼSS少尉をはじめ多くの将兵が負傷し、作戦は失敗に終わった。これが「孤児院の丘」を奪還する最後の試みであった。

### 1944年7月29日 戦闘4日目
1944年7月29日、ソビエト赤軍レニングラード方面軍司令官レオニード・ゴヴォロフ将軍の攻撃は最終段階に入った。ソビエト赤軍の野戦砲は「擲弾兵の丘」および高地69.9に砲弾を浴びせ、ソビエト空軍の攻撃機は地上で動くあらゆるものを攻撃し、爆撃機は戦場全体を爆撃した。100両を超すソビエト赤軍戦車は損害に構わずドイツ軍陣地への進撃を続けた。
「ノルゲ」連隊第II大隊、「ドハーゼ」戦闘団、第20SS武装擲弾兵師団の生存者は小グループに分かれ、相互の連絡も一切の命令もなく戦闘を続けていた。前線のあらゆる場所が炎上する状況の中、第11SS義勇装甲擲弾兵師団「ノルトラント」のパウル＝アルベルト・カウシュSS少佐（SS-Sturmbannführer Paul-Albert Kausch）が率いる第11SS戦車大隊「ヘルマン・フォン・ザルツァ」所属の戦車と突撃砲は、進出したソビエト赤軍戦車を次々と撃破してソビエト赤軍を後退に追い込んだ。この攻撃の最中、第11SS戦車大隊「ヘルマン・フォン・ザルツァ」の将兵は負傷したレミ・シュライネンと彼の撃破された対戦車砲、そしてその対戦車砲の前に遺棄された12両近くのソビエト赤軍戦車を発見した。シュライネン自身はカウシュSS少佐の指揮戦車の乗員に発見され、トイラ（Toila）の野戦病院まで運ばれた。その後、これ以上の前進が不可能と判断したソビエト赤軍は陣地を放棄し、後退を開始した。
タンネンベルク線を巡る攻防戦はドイツ軍・ソビエト赤軍双方に甚大な損害をもたらした。この4日間でソビエト赤軍は113両の戦車を失った。一方、この戦闘で約50名のフラマン人義勇兵がソビエト赤軍の捕虜となったが、18年間のグラーグ生活を経た後の1962年5月、生きて帰国できたのはわずか4名のみであった。

### その後
ナルヴァ西方での激戦の後、「ドハーゼ」戦闘団は前線から引き揚げられた。単独で多数の敵戦車を撃破したレミ・シュライネンSS上等兵には1944年8月3日付で一級鉄十字章と戦傷章金を授与された。その10日後の1944年8月13日、第IIISS装甲軍団司令官フェリックス・シュタイナーSS大将はシュライネンの名をドイツ陸軍名鑑に推薦した。この推薦は1944年8月28日に公式認定されたが、のちに騎士鉄十字章の受章推薦へ変更された。そして1944年9月21日、シュライネンは騎士鉄十字章を授与され、併せてSS軍曹に飛び級昇進した。

## 第27SS義勇擲弾兵師団「ランゲマルク」誕生
1944年秋の時点でベルギーには連合軍が進撃しており、ベルギー国内のファシスト達はドイツへ逃げ込んでいた。そのため、第6SS義勇突撃旅団ランゲマルク及び第5SS義勇突撃旅団ヴァロニェンは1944年10月18日、師団へと拡充されることとなった。

## ポメラニア、オーデル防衛線
第6SS義勇突撃旅団ランゲマルクは第27SS義勇擲弾兵師団ランゲマルクへと改称されることとなった。しかし、ベルギーを逃亡したフラマン人が編入されたことにより、師団にはかなりの訓練が必要な状態であった。結局、1945年1月1日まで師団は戦線に戻る準備ができていなかった。ランゲマルクは再び第IIISS装甲軍団に所属されたが、それを主幹として編成された第11SS装甲軍への所属となり、オーデル川下流付近のシュテッティンに配備された。
2月16日、師団はゾンネヴェンデ作戦（包囲された部隊を救出する作戦）への参加を命じられた。初期の成功にもかかわらず、先鋒のノルトラント、ランゲマルク、ヴァロニェンがアルンスワルデに到着すると戦いは泥沼と化した。激しいソビエト赤軍による攻撃は部隊を包囲する可能性が発生しており、シュタイナーは一般市民を避難させると作戦を停止、スタルガルト、シュテッティンへの退却を命じた。
3月1日に行われたソビエト赤軍による攻撃は第III装甲軍団及びランゲマルクを押し戻した。絶望的な撤退戦において、第IIISS装甲軍団とランゲマルクはソビエト赤軍に多大な損害を負わせ、3月4日までに師団はオーデル川東岸最後の防衛線アルトダムへ退却した。それから2週間、ランゲマルクと残存部隊はアルトダムを保持し続けたが、多大な損害を被った。19日、大損害を負った師団はオーデル川西岸へ撤退し、ランゲマルクは全滅の危機と戦っていた。その後、戦闘団と化したランゲマルクはメクレンブルクへ撤退、1945年5月8日、ソビエト赤軍に降伏した。

## 師団長
| 着任           | 離任          | 階級（当時）   | 氏名                                                                                  |
| -------------- | ------------- | -------------- | ------------------------------------------------------------------------------------- |
| 1939年10月20日 | 1942年6月13日 | 親衛隊少佐     | ミヒャエル・リッペルト                                                                |
| 1942年6月14日  | 1943年2月3日  | 親衛隊中佐     | ハンス・アルベルト・フォン・レットウ＝フォアベック （Hans Albert von Lettow-Vorbeck） |
| 1943年2月4日   | 1945年3月9日  | 親衛隊大尉     | ハルマン （Hallmann）                                                                 |
| 1945年3月10日  | 1945年5月9日  | 親衛隊中佐     | ヨーゼフ・フィッツトゥーム (de:Josef Fitzthum)                                        |
| 1943年2月4日   | 1945年3月9日  | 親衛隊少佐     | コンラート・シェロンク （Conrad Schellong）                                           |
| 1945年3月10日  | 1945年5月9日  | 親衛隊上級大佐 | トーマス・ミュラー (Thomas Müller (SS officer))                                       |

## 文献
- Brandt, Brandt - The Last Knight of Flanders
- Landwehr, Richard - Lions Of Flanders
- Tieke, Wilhelm - Tragedy of the Faithful: A History of III. (Germanisches) SS-Panzer-Korps
- Pipes, Jason. "6.SS-Freiwilligen-Sturmbrigade Langemarck". Retrieved May 18, 2005.